# Oleksandr Mourachko
Oleksandr Oleksandrovitch Mourachko (en ukrainien : Олександр Олеҝсандрович Мурашко) est un peintre et professeur ukrainien,, plus connu sous le nom russophone d'Aleksandr Mourachko (en russe : Александр Александрович Мурашко), né le 26 août 1875 (7 septembre dans le calendrier grégorien) à Kiev dans le gouvernement de Kiev de l'Empire russe et mort le 14 juin 1919 à Loukianivka, quartier de Kiev.

## Biographie
Aleksandr Krachkovski (en russe : Александръ Крачковскій) passe sa petite enfance, jusqu'à sept ans, à Borzna, une ville de l'oblast de Tchernihiv (Tchernigov) auprès de sa grand-mère, une simple paysanne qui lui raconte les exploits des cosaques qu'il peut imaginer peuplant la nature environnante où il aime jouer et où il grandit. Sa mère, Maria Ivanovna Krachkovska, habite avec son beau-père, Aleksandr Ivanovitch Mourachko, qui a déménagé son atelier de Tchernihiv pour l'installer à Kiev car Adrian Victorovitch Prakhov, historien, archéologue et critique d'art qui dirige les travaux de finition de la toute neuve cathédrale Saint-Vladimir de Kiev l'a recruté pour y effectuer des dorures à la feuille d'or et fabriquer des meubles d'église. En plus de ces missions, son beau-père dirige un atelier de menuiserie, de charpente, de sculpture sur bois et de peinture d'icônes au 14 rue de Jytomyr à Kiev. Ensuite Aleksandr rejoint ses parents pour effectuer sa scolarité et rentre dans un collège de théologie à Kiev où il est astreint à des études pour lesquelles il n'éprouve aucun intérêt, ne trouve aucune utilité ce qui suscite chez son beau-père de violentes colères parfois suivies de tannées. Néanmoins le garçon obtient un diplôme de théologie. Il préfère rendre souvent visite à l'atelier de son futur père, car il n'est pas encore adopté, pour observer les peintres en train de travailler. De même lorsqu'il peut aller à l'école de dessin de son oncle, il croit être arrivé au paradis. 
De 1891 à 1894, il reçoit une formation de base à l'école de dessin de Kiev dirigée par un artiste chevronné et un enseignant dynamique, son oncle, Mykola ou Nikolaï Mourachko. Dans cet établissement, on expose des œuvres d'art, on donne des cours de perspective, on peut étudier l'histoire de l'art, on peut apprendre à représenter le corps humain et le paysage, on rencontre des professeurs et des artistes qu'il retrouve sur le chantier de la cathédrale Saint-Vladimir. Vasnetsov, Nesterov, Vroubel, Kotarbinski, Svedomski, Pymonenko, Zamiraylo, S. Kostenko et d'autres reconnaissent en lui un artiste de talent et l'encouragent à étudier sérieusement la peinture. Il est tout disposé à suivre ce conseil car cette orientation correspond parfaitement à ses désirs, à ses fantasmes et à son univers culturel.
Il projette donc d'aller étudier à l'Académie russe des beaux-arts de Saint-Pétersbourg, mais son beau-père ne l'entend pas de cette oreille car il pense que menuisier ébéniste est un métier très convenable et que son beau-fils peut très bien continuer à travailler dans son atelier, d'autant plus qu'il a besoin de main d'œuvre. Cela déclenche chez le jeune Aleksandr d'énormes réactions : il s'enfuit du domicile familial et se réfugie sur les rives pentues du Dniepr, travaille comme chargeur sur les radeaux et les barges qui circulent sur le fleuve, se mêle aux vagabonds, dort dans la cathédrale Saint-Vladimir en chantier. Il tombe malade, ce qui le contraint à demander du secours auprès de son beau-père qui le lui refuse. En désespoir de cause, il sollicite l'aide d'un ami avec le peu d'argent qu'il s'est procuré en vendant le produit de ses cueillettes. Il faut pour dénouer la crise les interventions conjuguées de Viktor Vasnetsov, d'Adrian Prakhov et de son oncle Nikolaï Mourachko pour convaincre Aleksandr Ivanovitch Mourachko d'épouser Maria sa mère, de l'adopter et de ne plus résister à son désir d'entreprendre une carrière d'artiste.
Avec un petit pécule fourni par des amis, il prend la route de Saint-Pétersbourg en automne 1894 pour entrer à l'Académie des beaux-arts, dirigée alors par Répine. Après l'échec d'une première tentative d'inscription, il réussit la seconde fois. Peut-être la présence aux cours, l'amitié profonde et durable, toute une vie, qui unit, son oncle, Nikolaï Mourachko, au directeur de l'Académie des beaux-arts, oriente et favorise son entrée en 1896 au lycée d'Art de l'Académie qu'Ilia Répine vient d'ouvrir. Il y acquiert la façon réaliste de peindre et y adopte les manières de vivre de son maître. Parmi ses camarades, on compte Philippe Maliavine, Boris Koustodiev qui, en 1900, le représente en train de peindre, les ukrainiens M. Martinovitch, Opanas Slastion, Sergueï Vassilkovski entre autres. La même année, il obtient son diplôme de fin d'études et la médaille d'or de l'Académie décernée par la société de peinture des artistes de Saint-Pétersbourg avec le tableau Les Funérailles d'un ataman de Koch. Avec cette distinction, il obtient une bourse pour voyager à l'étranger et y découvrir les musées et les galeries.
En 1901, il part pour l'Allemagne et se rend à l'école de peinture d'Anton Ažbe où il subit l'influence de la Sécession viennoise. Il continue en allant en Italie et tout au long du trajet il réalise un certain nombre d'œuvres qui sont un peu comme un journal de voyage. L'année suivante, on lui offre un stage à Paris où il apprécie l'atmosphère lumineuse qui n'est pas celle de Saint-Pétersbourg au ciel gris et nuageux. Il y découvre le Louvre, les œuvres de Vélasquez, de Whistler, les Impressionnistes. Il reste dans la capitale française jusqu'en 1904 et y peint une série de portraits de jeunes femmes élégantes au café ou dans la rue, mais il écrit : «Paris est un endroit merveilleux pour le développement général, mais pas pour le travail».
En 1904, il fait partie des organisateurs de la nouvelle société des artistes de Saint-Pétersbourg et expose ses travaux dans les expositions de l'union des artistes russes ; mais aussi, jusqu'en 1914, à des expositions permanentes à Rome, Venise, Vienne, Berlin, Munich, ou Amsterdam.
En 1907, il revient au domicile parental à Kiev et de 1908 à 1912 il enseigne à l'école d'art de son oncle adoptif. En 1909 rêvant de transformer cet établissement en centre artistique à l'instar de l'Académie des Arts de Munich, il le quittera en 1912 à cause du conservatisme de la direction.
En 1909, il expose ses toiles à Paris, à Amsterdam et à la 10e exposition internationale de Munich où son tableau Carrousel, les chevaux de bois, peint en 1906 obtient la médaille d'or et en 1910 Dimanche, tristesse tranquille peint en 1909, Sur la terrasse peint en 1906, sont présentés à l'exposition internationale de Venise. Cette même année, il réalise une exposition personnelle de vingt-cinq œuvres qui est présentée à Berlin, Cologne et Düsseldorf. Encore en 1910, son père adoptif meurt et il vend son appartement, rue de Jytomyr pour acheter une petite maison avec un jardin à Loukianivka dans les faubourgs de Kiev.
En 1911, il expose à Munich avec les artistes de la Sécession viennoise avec lesquels il reste en contact.
En 1913, à Kiev, Mourachko avec Anna Kruger-Prakhova et d'autres ouvre son propre atelier dans la maison Guinsbourg, au 16 de la rue de l'Institut, dans le grenier de l'immeuble haut de onze étages. On y enseigne le dessin et la peinture, mais on y organise aussi des conférences sur l'histoire et la philosophie de l'art. Beaucoup d'étudiants quittent leur école pour venir y étudier et on compte jusqu'à cent élèves présents. À partir de 1916, il est membre de la société des Ambulants et organise la société des artistes de Kiev.
En 1917, il quitte son atelier pour occuper un poste de professeur et de recteur à L'Académie ukrainienne d'Art à Kiev où il travaille avec Mykhaïlo Boïtchouk, Gueorgui Narbout, Fiodor Krichevsky, Abraham Manievich, Mykola Bouratchek, Mikhail Boucher. Boris Pastoukhoff est l'un de ses élèves. Son travail y gagne en ampleur et en influence. Après la Révolution d'Octobre, il prend part à l'activité de nombreuses organisations d'art au sein de commissariat du peuple à l'éducation, mais il déplore que tout son temps soit pris par les tâches administratives au détriment de son travail artistique.
Le 14 juin 1919, par une chaude nuit, il rentre à la maison avec son épouse et des invités. Trois hommes l'interceptent, le séparent de sa femme et près de chez lui, il reçoit une balle dans la tête, une balle tirée par derrière.

## Œuvres
- Musée national d'art d'Ukraine à Kiev revenant très souvent a été remplacé par «...».
- 1890
  - Portrait de Zinaïda Akinina (Yevdokimova). Huile sur toile. «...»
  - Portrait de l'artiste Grigorï Tsyss. Huile sur toile. «...»
  - Portrait d'un militaire. Huile sur toile. «...».
  - Modèle avec une cruche. Huile sur toile. Collection Demian Popov à Kiev.
  - Modèle avec une cotte de mailles, académie. Huile sur toile. Musée de la recherche scientifique de l'Académie russe des beaux-arts à Saint-Pétersbourg.
- 1892
  - Nature morte. Huile sur toile. «...»
- 1894
  - Portrait d'un jeune homme. Huile sur toile. «...»
- 1895
  - Jeune fille au corsage rose. Portrait de Zinaïda Akinina Yevdokimova. Huile sur toile. «...»
  - Portrait de Tairova. Huile sur toile. «...»
  - Modèles, académie. Fusain sur papier. Musée de la recherche scientifique de l'Académie russe des beaux-arts à Saint-Pétersbourg.
- 1898
  - Portrait de l'artiste Nicolaï Petrov. Huile sur toile. «...»
- 1898-1899
  - Portrait de Yelena Mourachko. Huile sur toile. «...»
- 1900
  - Portrait d'Olga Nesterova, fille de Mikhaïl Nesterov. Huile sur toile. «...»
  - Tête d'un vieil homme, étude pour le tableau Funérailles d'un ataman kosh. Huile sur toile. «...»
  - Funérailles d'un Ataman Kosh. Huile sur toile. «...»
  - Portrait de l'artiste Mikhaïl Nesterov. Huile sur toile. Musée des beaux-arts de Bachkirie à Oufa.
  - Jeune fille. Huile sur toile. Musée des beaux-arts de Dniepropetrovsk.
- 1901
  - Italienne avec sa fille. Huile sur toile. Collection Oxana Sklyarenko à Kiev.
  - Fillette tenant un chien. Huile sur toile. Musée d'art ukrainien à Lviv.
- 1901-1902
  - Fillette près d'une table. Portrait de Tatiana Yazeva. Huile sur toile. Collection Oxana Sklyarenko à Kiev.
- 1902
  - Au café. Huile sur toile. Musée des beaux-arts d'Odessa.
  - Parisienne. Huile sur toile. Musée national d'art d'Azerbaïdjan à Bakou
- 1902-1903
  - Au café. Huile sur toile. Musée des beaux-arts de Kharkov.
  - Portrait d'une jeune dame portant un chapeau rouge. Huile sur toile. 80 cm x 65 cm. «...»
  - Tatiana. Huile sur toile. Musée des beaux-arts de Kharkov.
  - Près du café. Huile sur toile. «...»
- 1902-1904
  - Parisienne. Fusain sur carton. «...»
- 1903
  - Les trois élégantes (au café). Aquarelle sur papier. Collection privée.
  - Café parisien
- 1903-1904
  - Jeune fille en compagnie d'un chien. Portrait de Tatiana Yazeva. Huile sur toile. «...»
- 1904
  - Le vieux maître. Portrait de l'artiste Nicolaï Mourachko. Huile sur toile. 70,5 cm x 52,5 cm. «...»
  - Portrait d'Olga Nesterova. Huile sur toile. Musée des beaux-arts de Bachkirie à Oufa.
  - Portrait d'Adrian Prakhov. Huile sur toile. «...»
- 1904-1906
  - Jeune fille habillée en rose. Portrait de N. Taranina. Huile sur toile. «...»
- 1905
  - En hiver. 137 cm × 110 cm. «...»
  - Esquisse pour la toile Les chevaux de bois, carrousel. Huile sur carton. «...»
  - Yelena Prakhov travaillant sur le tambour à broder. Huile sur toile. 107 cm x 1O8 cm. «...»
  - À la patinoire, portrait de I. O. Mourachko. Huile sur toile. «...»
  - Portrait d'Anna Kruger-Prakhova avec son fils. Huile sur toile. Collection Yelena Prakhova-Mazyouk à Kiev.
- 1906
  - Les chevaux de bois, carrousel. huile sur toile. Musée des beaux-arts de Budapest.
  - Sur la terrasse. Portrait d'Alexandra Mourachko. Huile sur toile. «...»
  - À la poupe. Portrait de Georges Mourachko, son cousin. Huile sur toile. Collection Oxana Sklyarenko à Kiev.
  - Portrait de l'artiste polonais Jan Stanislawski. Huile sur toile. Musée des beaux-arts de Kharkov.
- 1907-1908
  - Annonciation, sa seule œuvre ayant pour sujet la religion.
- 1908
  - Taches de soleil. Georges et Alexandra Mourachko. Huile sur toile. «...»
- 1909
  - Portrait de Liudmila Kouksina. Huile sur toile. «...»
  - Portrait de Margarita Mourachko à Capri. Huile sur toile. «...»
  - Dimanche; tristesse tranquille
- 1910
  - Portrait de Natalia Nesterov. Huile sur toile. «...»
  - Portrait de Vera Dityatina. Huile sur toile. Collection Oxana Sklyarenko à Kiev.
  - Portrait de Yekaterina Moukalov. Fusain et sanguine sur carton. «...»
  - Portrait de Sophia Filipson. Fusain sur carton. «...»
  - Rites du soir. Portrait de la fille de Yelena Kouzmine. Huile sur toile. Emplacement inconnu.
  - Portrait de Lioudmila Kouksinoï. 120 cm x 88 cm. «...»
- 1910-1912
  - Jeune fille à une table. Huile sur toile. Collection Demian Popov à Kiev.
  - Portrait d'une jeune femme avec un manchon. Huile sur toile. Collection Oxana Sklyarenko à Kiev.
- 1911
  - Dimanche. Huile sur toile. Collection privée à Sverdlovsk en Ukraine (très probablement) et non Sverdlovsk maintenant appelée Iekaterinbourg.
  - Dimanche. Huile sur toile. Emplacement inconnu.
  - Femme coiffée d'une perruque blanche. Huile sur toile. «...»
  - Portrait de G. P. Schleifer. Huile sur toile. «...»
  - Portrait du professeur Voskoboïnikov. Fusain et sanguine sur papier. Emplacement inconnu.
  - Sur la terrasse. Portrait de Marguerite Mourachko. Huile sur toile. Emplacement inconnu.
- 1912
  - Portrait de Georges Mourachko. Musée des beaux-arts de Transcarpathie (à Oujhorod?)
  - Étude pour une tête de femme. Huile sur toile. «...»
- 1913
  - Au bord de l'étang, portrait de Marguerite Mourachko . Huile sur toile. «...»
- 1914
  - Blanchisseuse. Huile sur toile. 94 cm x 90 cm. «...»
  - Portrait de l'artiste Liudmila Kovalevskaïa. Pastel sur carton. «...»
  - Une famille de paysans. Huile sur toile. «...»
- 1915
  - Nature morte. Huile sur toile. Collection Dmitro Hnatyouk à Kiev.
- 1916
  - Portrait d'une vieille femme. Huile sur toile. «...»
- 1917
  - Femme en noir. Huile sur toile. «...»
  - Autoportrait. Sanguine et fusain sur carton. «...»
  - Fleuristes. Huile sur toile. «...»
  - Portrait de Sophia Mikhelson. Pastel sur carton. Collection Oxana Sklyarenko à Kiev.
  - Portrait d'un homme jeune. Pastel. Musée régional d'Irkoutsk.
  - Portrait de Degtyaryov. Huile sur toile. Musée d'art de Sébastopol.
- 1918
  - Autoportrait. Huile sur toile. «...»
  - Femme tenant un bouquet de capucines. Huile sur toile. «...»
  - Portrait de Ginka Z. Kvitami. 92 cm x 66 cm. «...

### En images

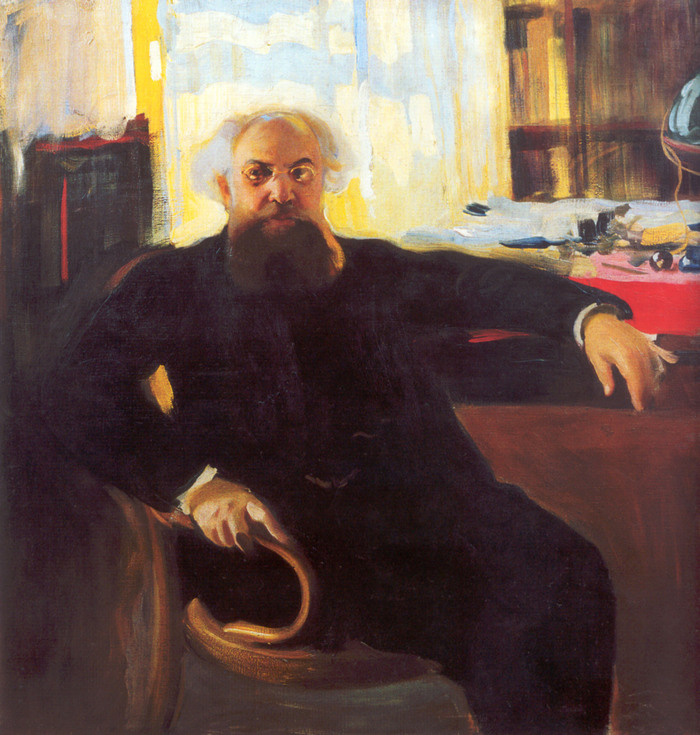
Adrian Prakhov (1904)
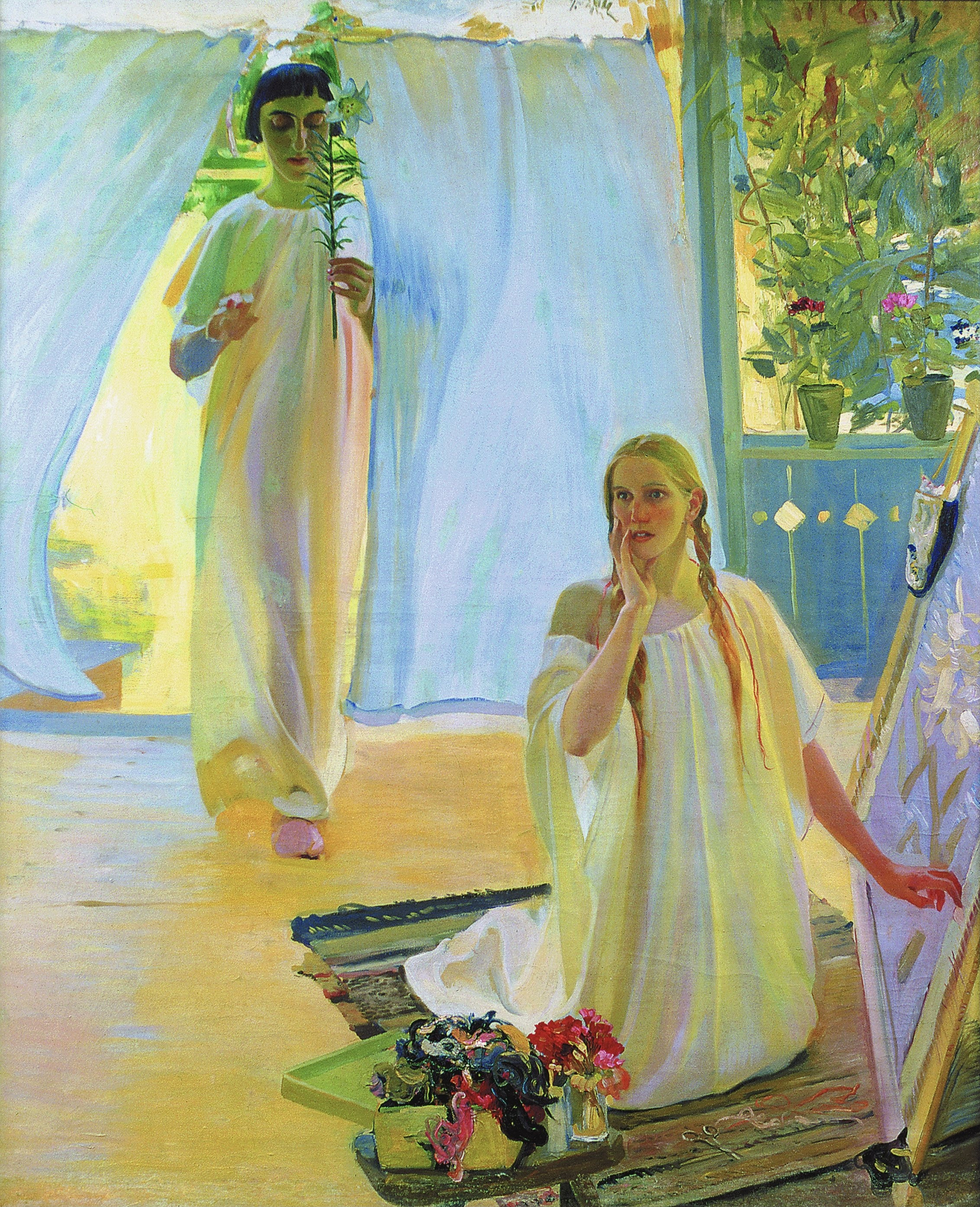
L'Annonciation
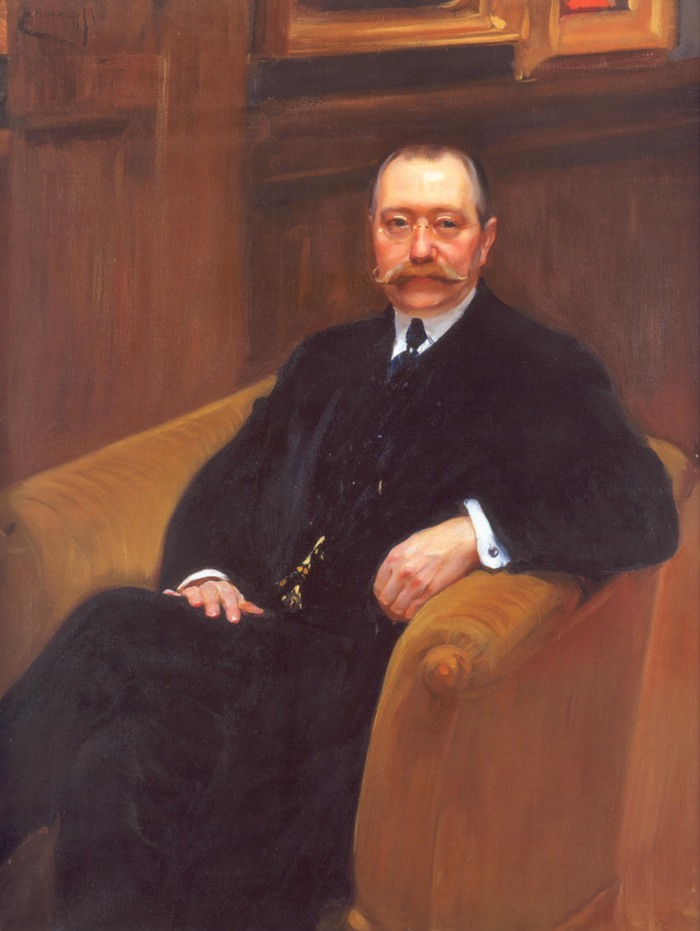
Gueorgui Schleifer (1911)
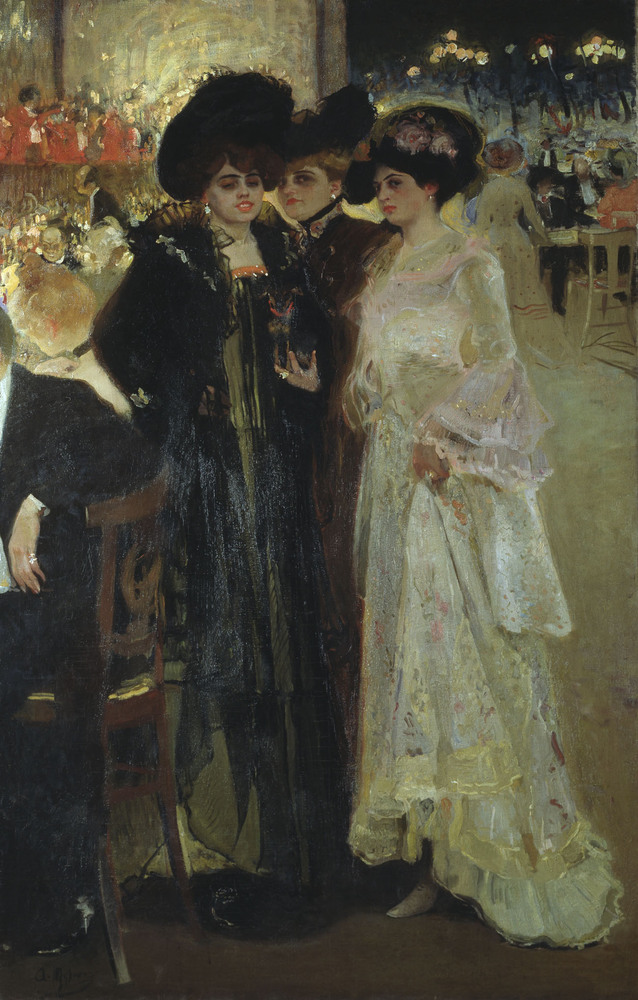
Près du café (1903)
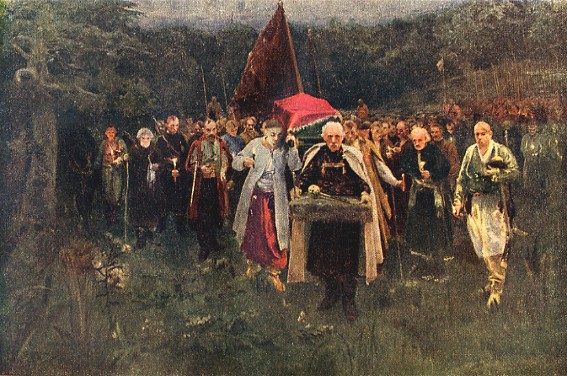
L'Enterrement d'un ataman de Koch
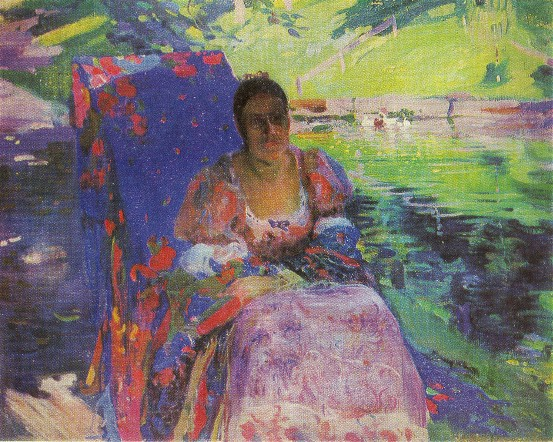
Près de l'étang
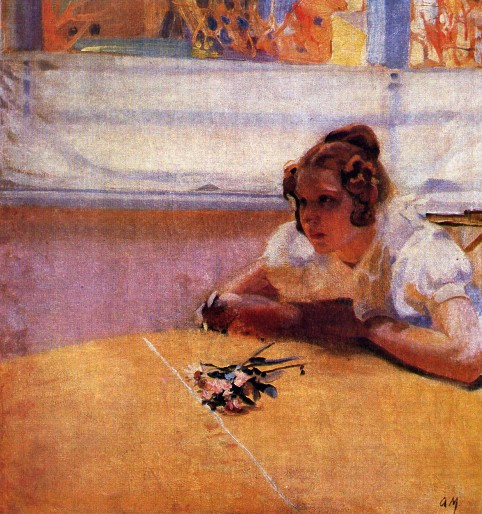
Jeune fille à table
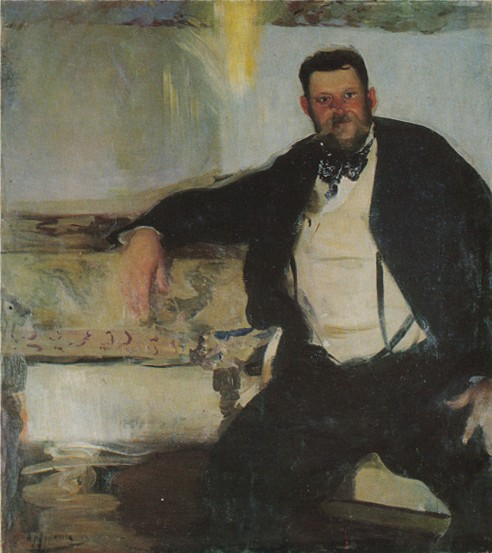
Portrait de Jan Stanislawski
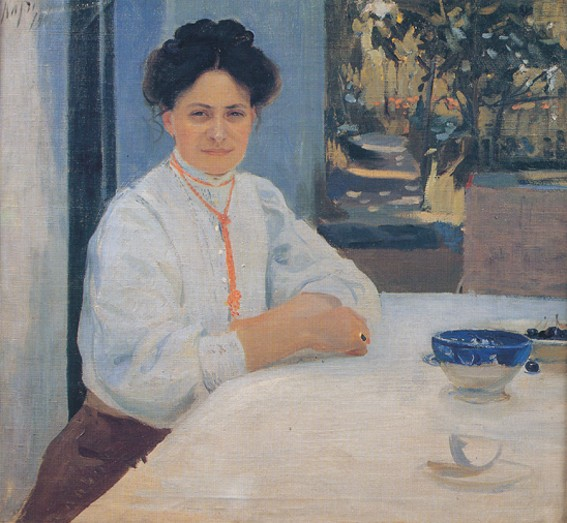
Portrait de Margareta Mourachko
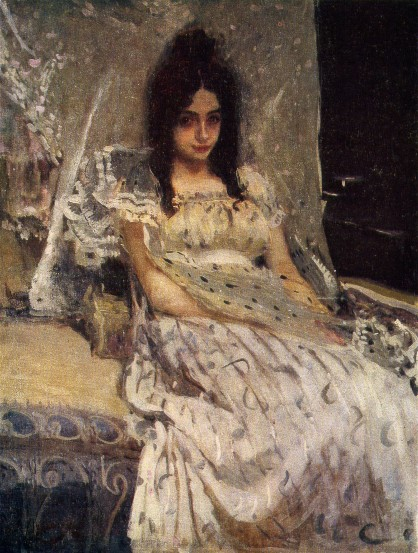
Tatiana
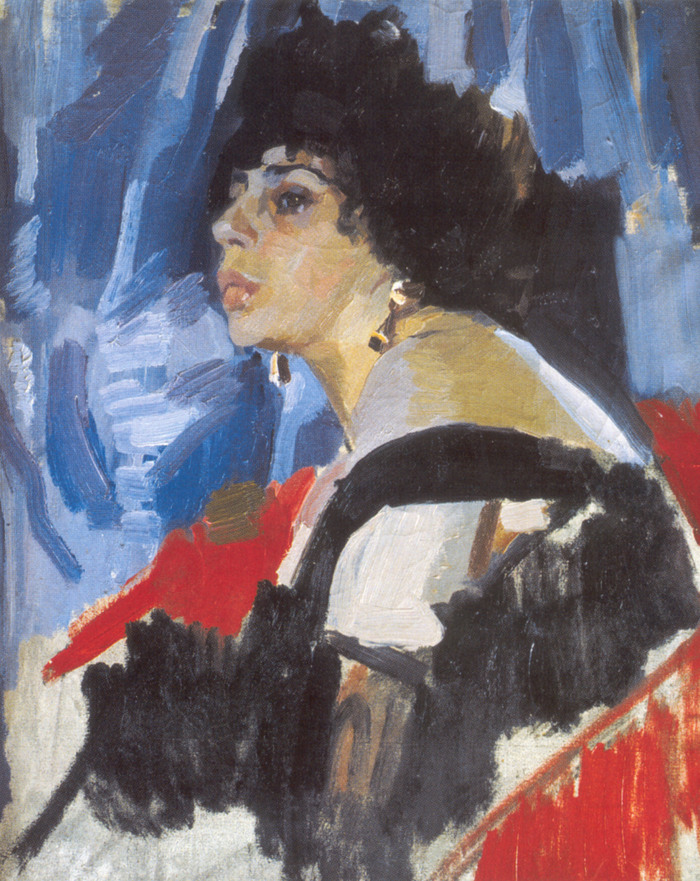
Femme en noir
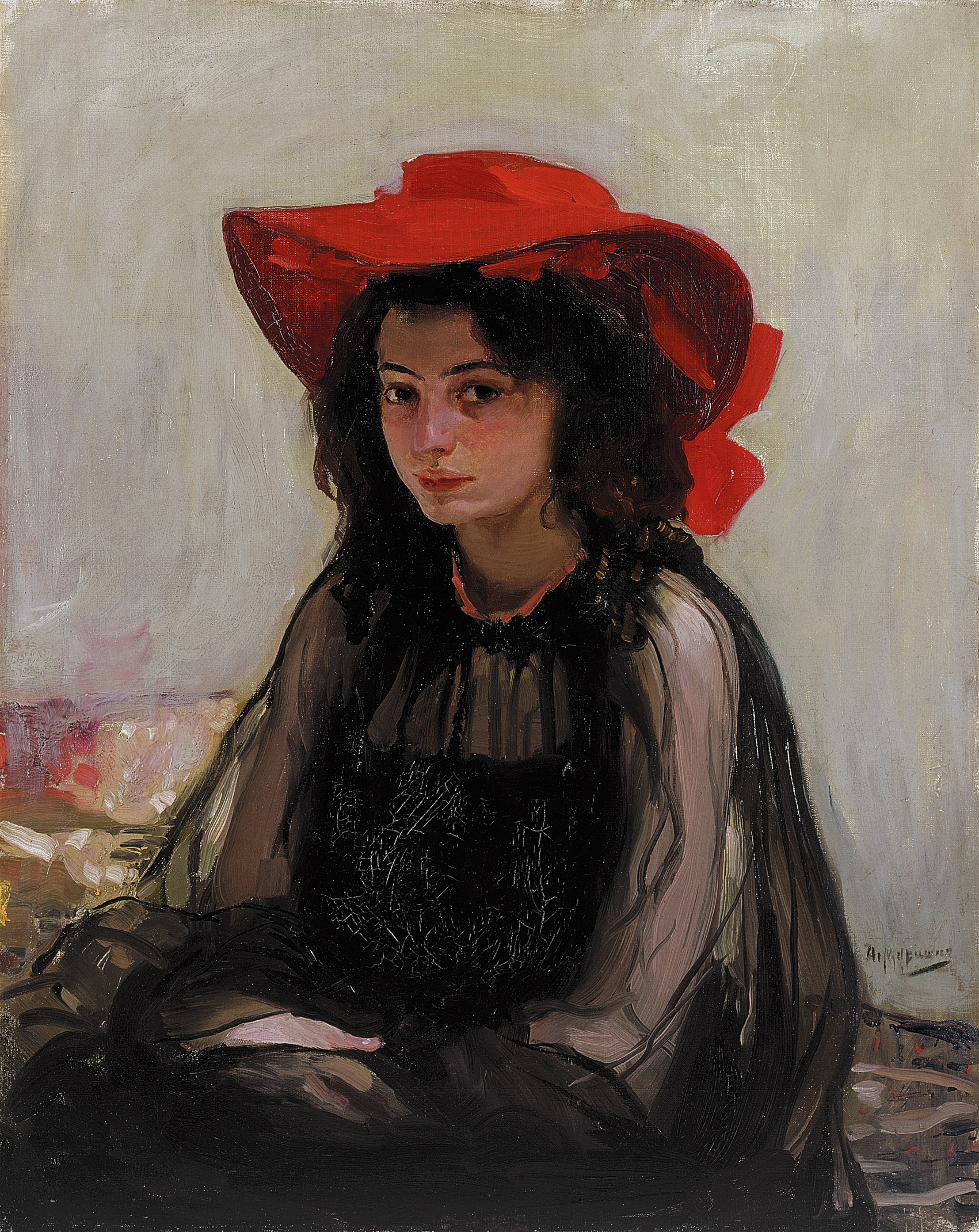
Jeune Fille au chapeau rouge
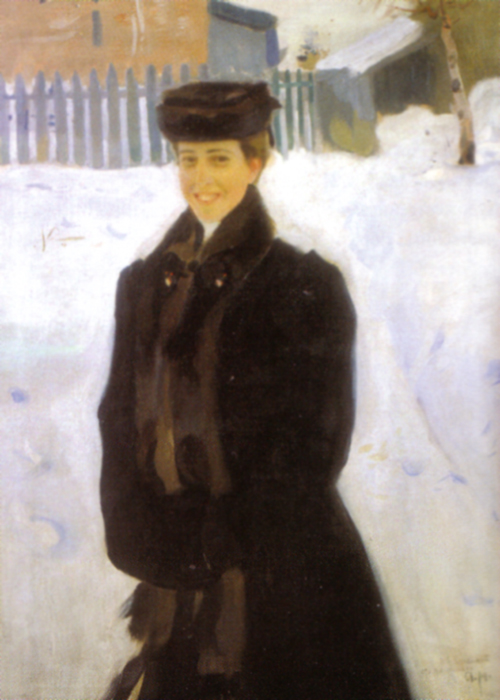
Portrait de Lioudmila Kouksina
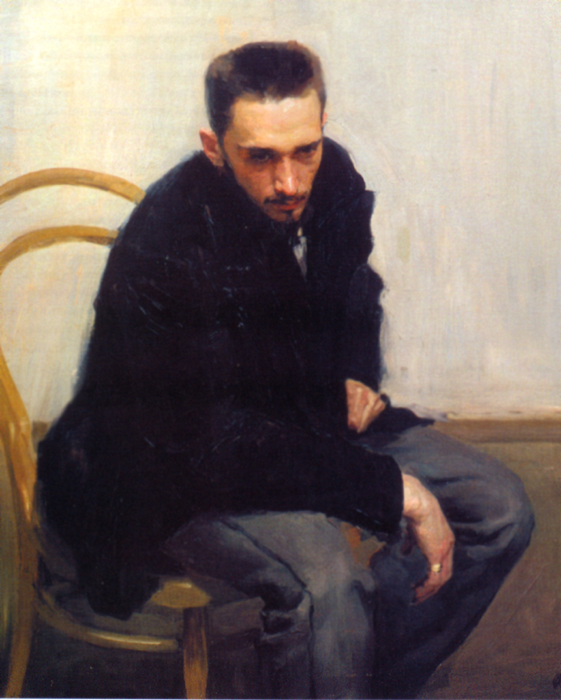
Portrait de Nicolas Petrov
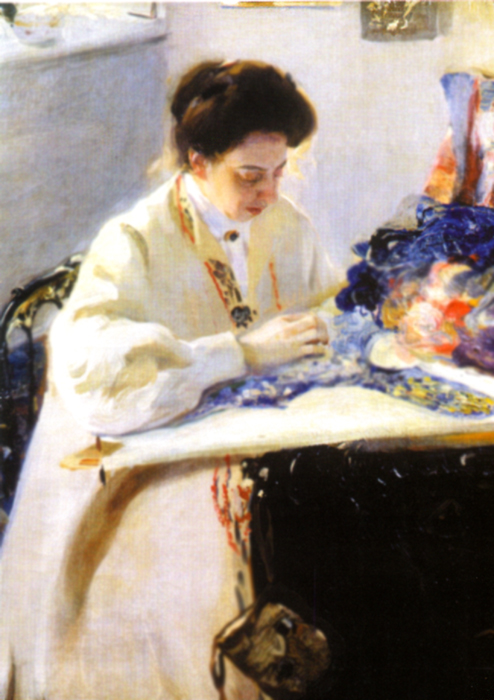
Portrait d'Elena Prakhova
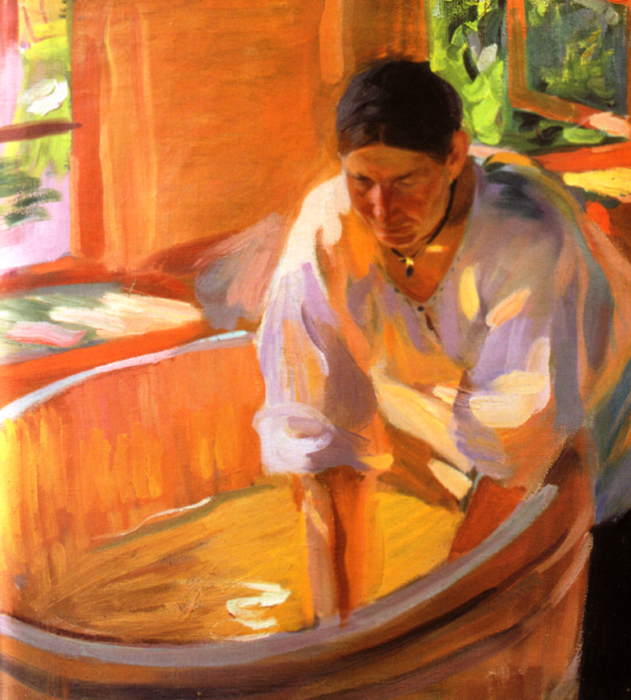
Lavandière
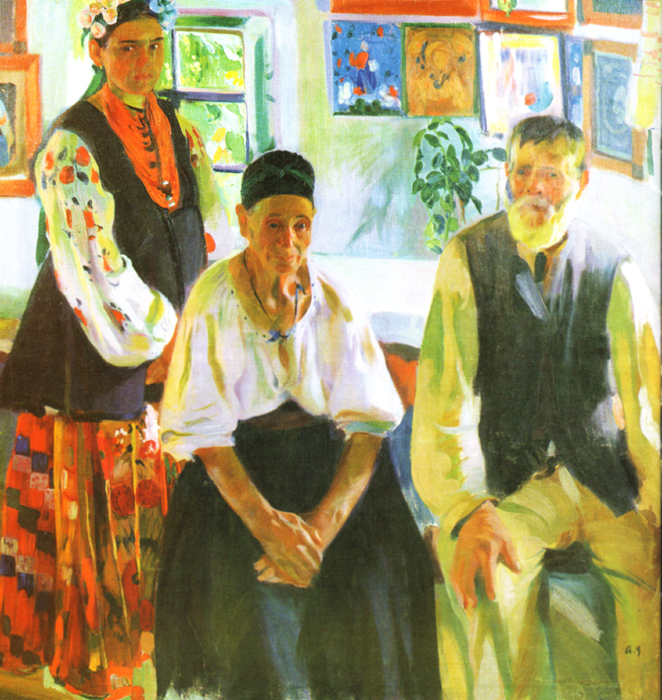
Selianska
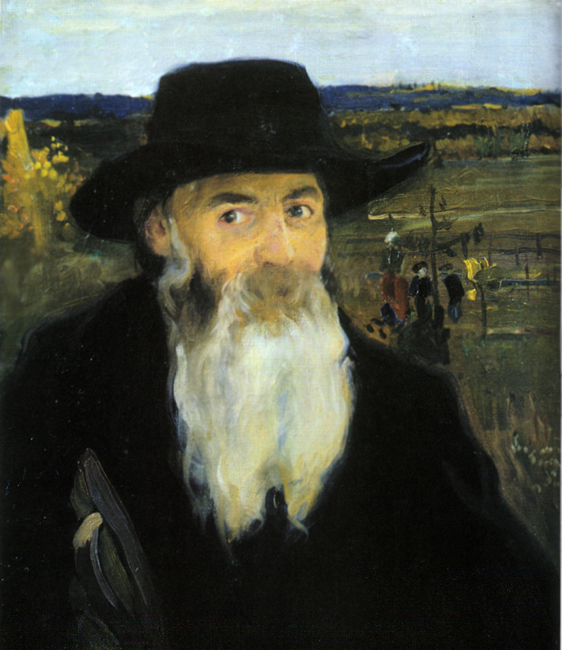
Portrait de Nicolas Mourachko
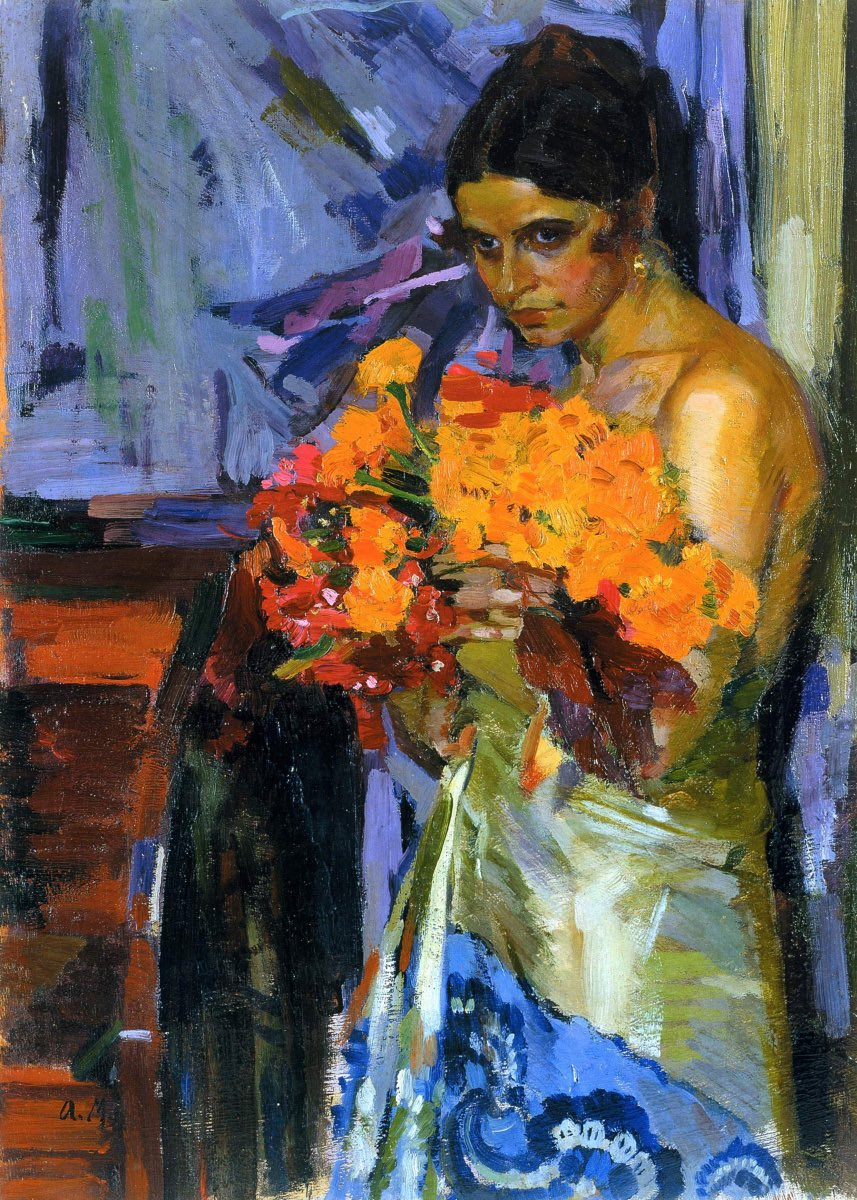
Femme portant un bouquet de fleurs
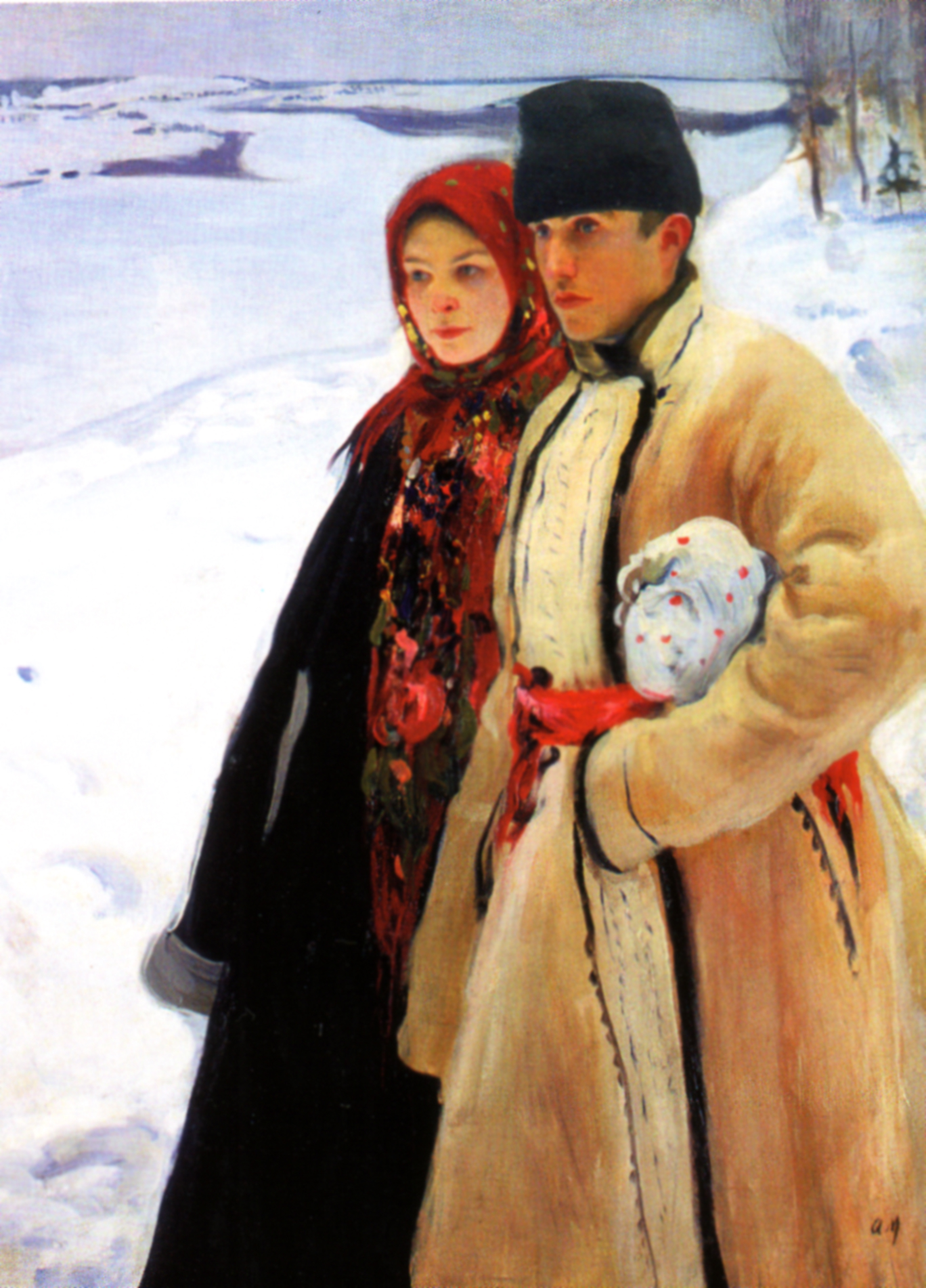
L'Hiver
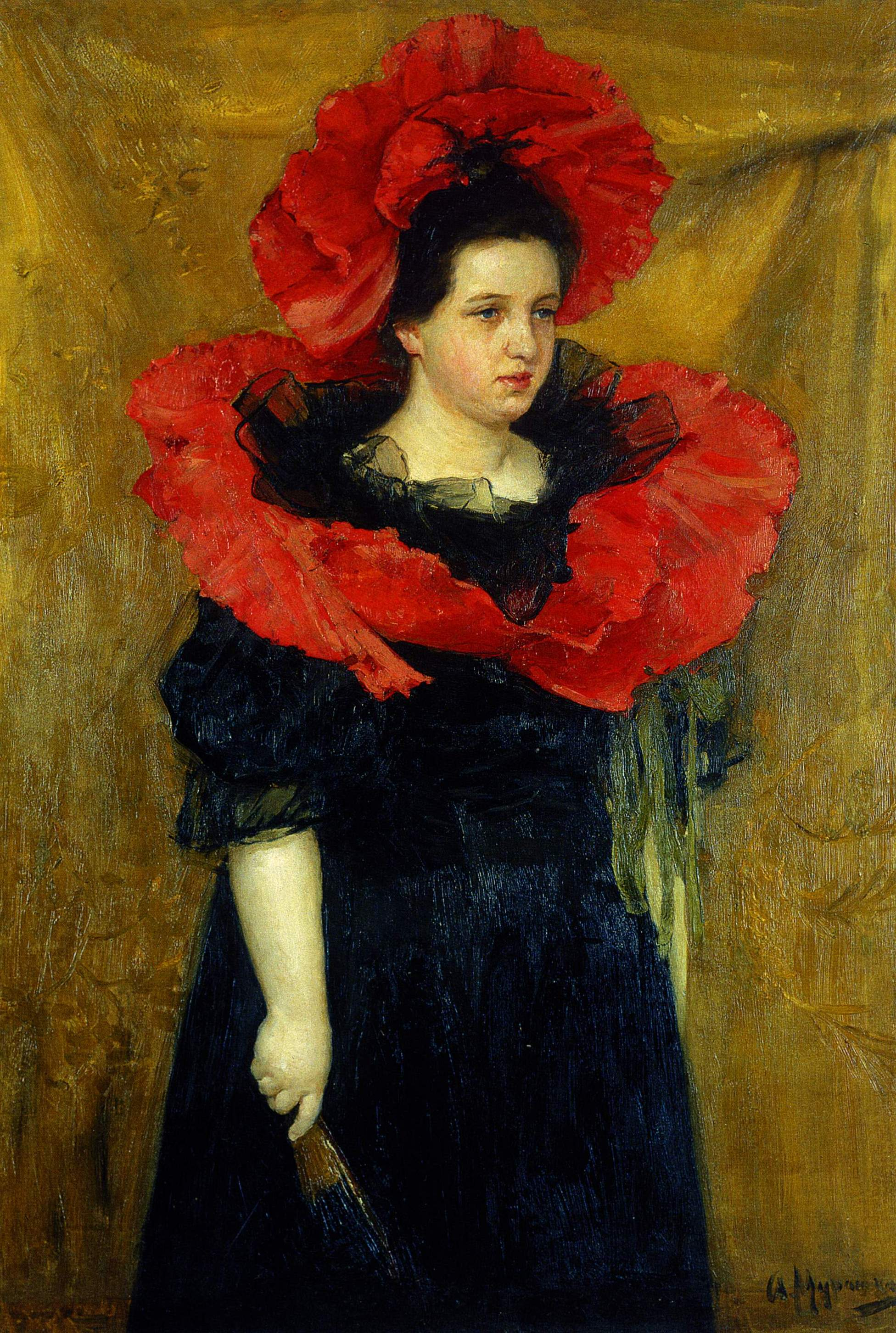
Olga Prakhova déguisée (1897-1898, Musée national de Lviv)
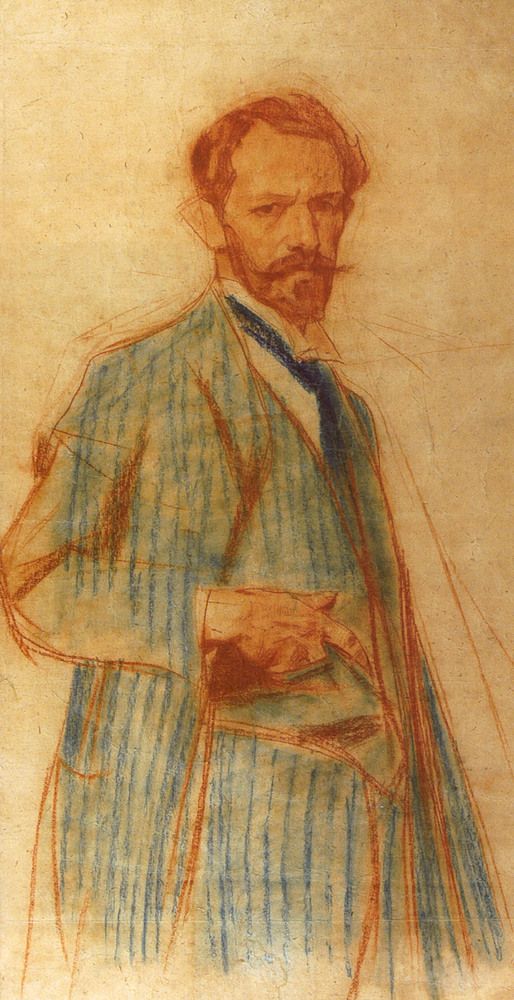
Autoportrait
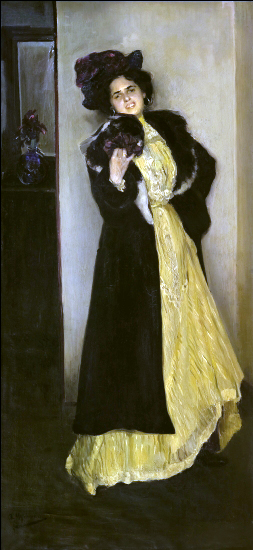
La Parisienne
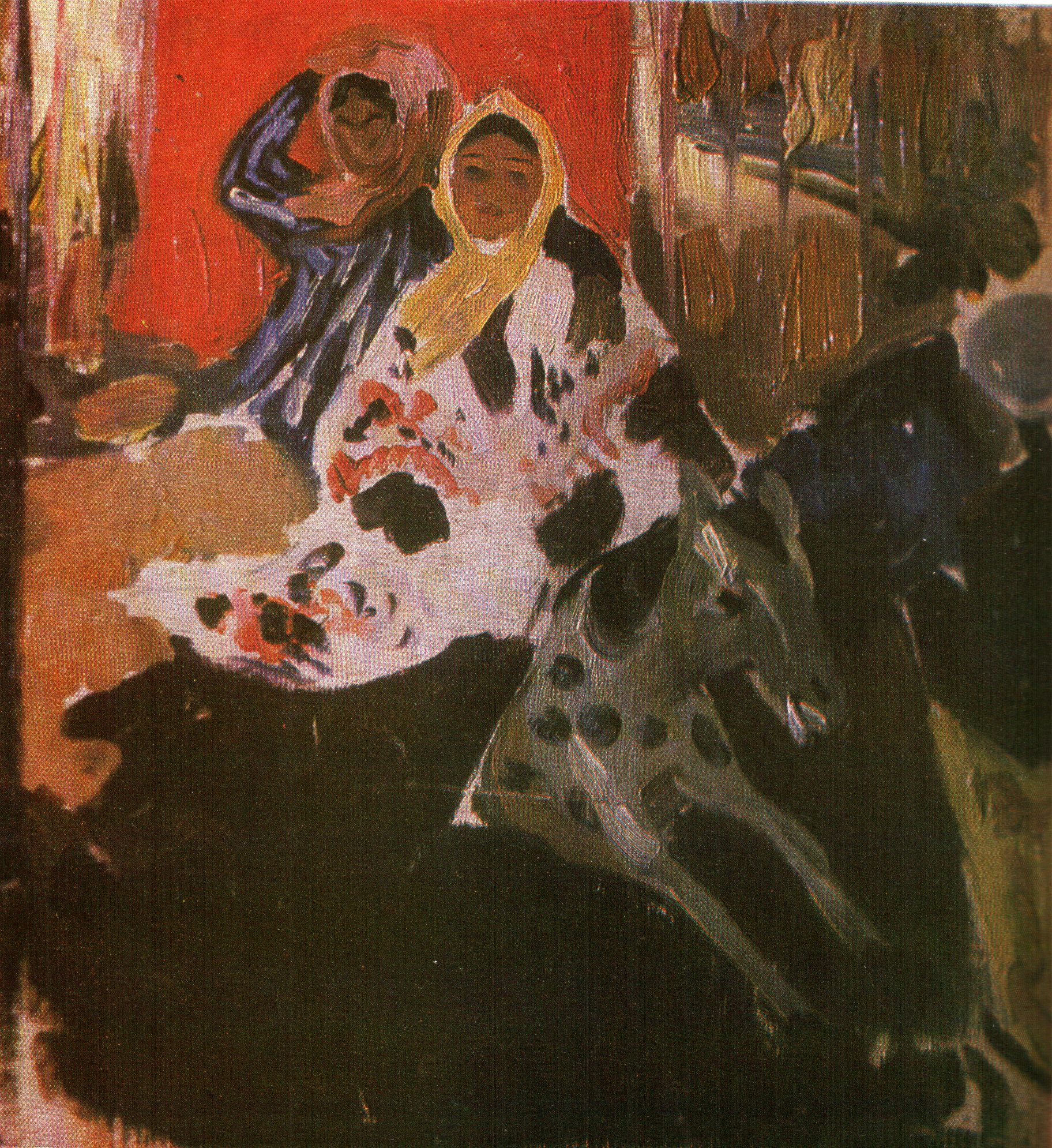
Esquisse d'un manège 1905
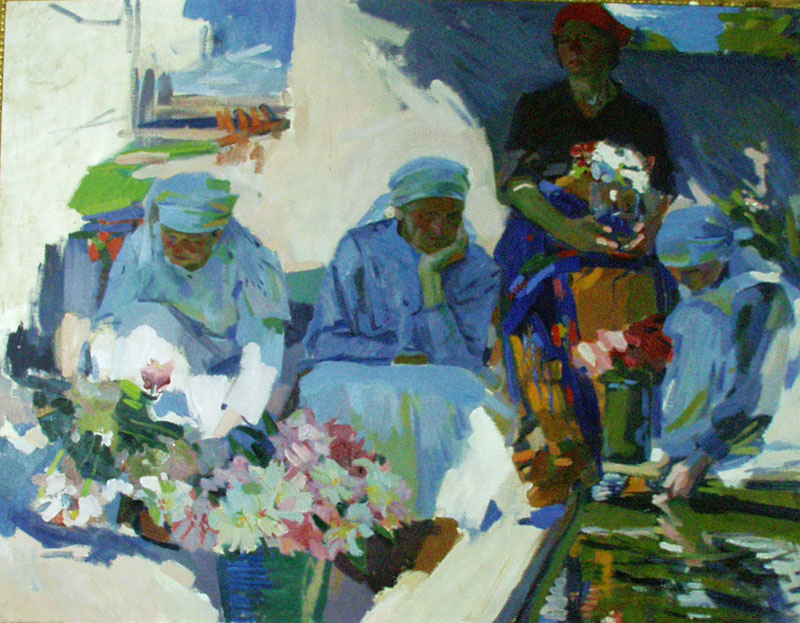
Fleurs
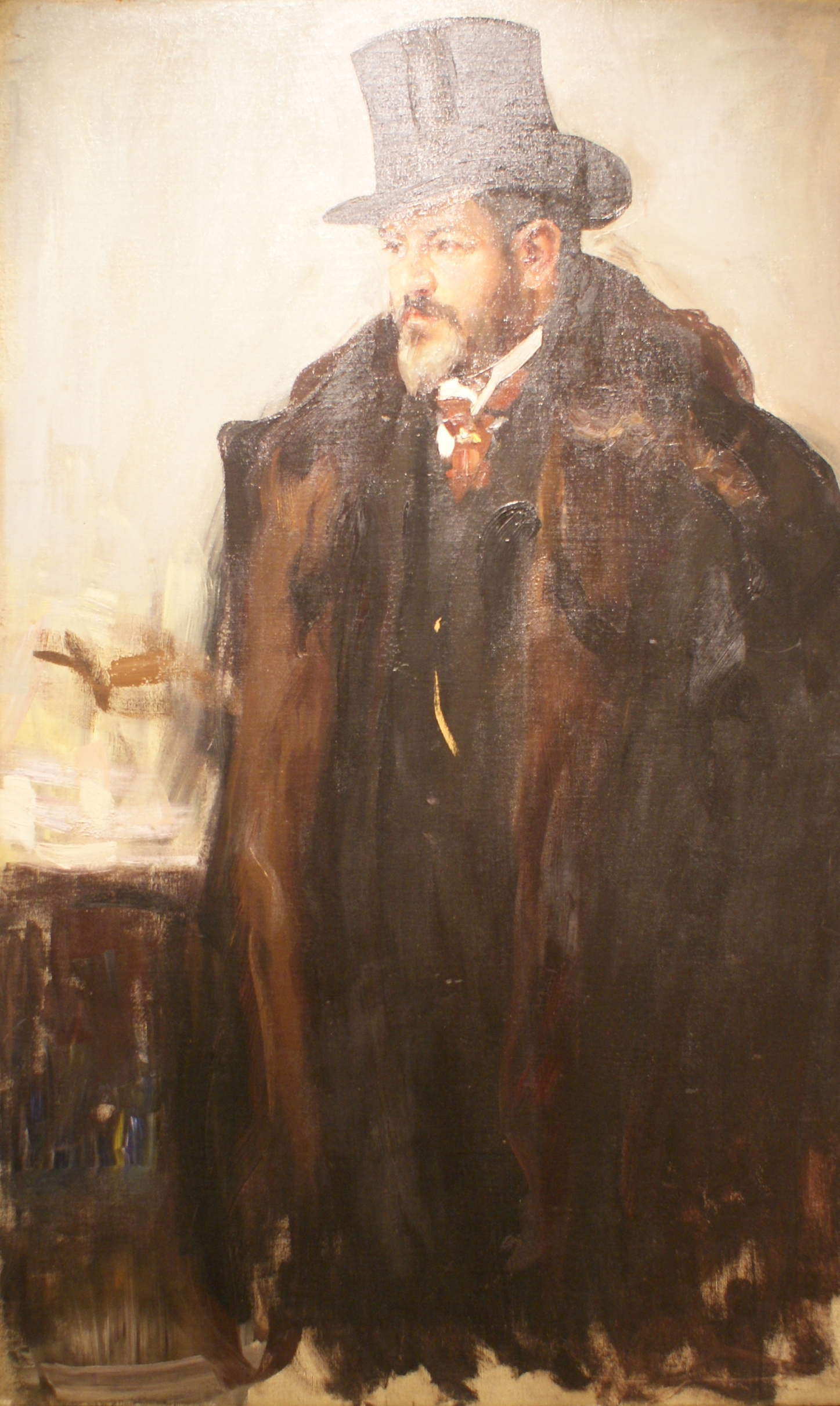
Portrait de Léon Benois